# Calao siffleur
Bycanistes fistulator
Espèce
Synonymes
- Ceratogymna fistulator

Statut de conservation UICN

 LC  : Préoccupation mineure
Le Calao siffleur (Bycanistes fistulator) est une espèce d'oiseau de la famille des Bucerotidae.

## Répartition et sous-espèces

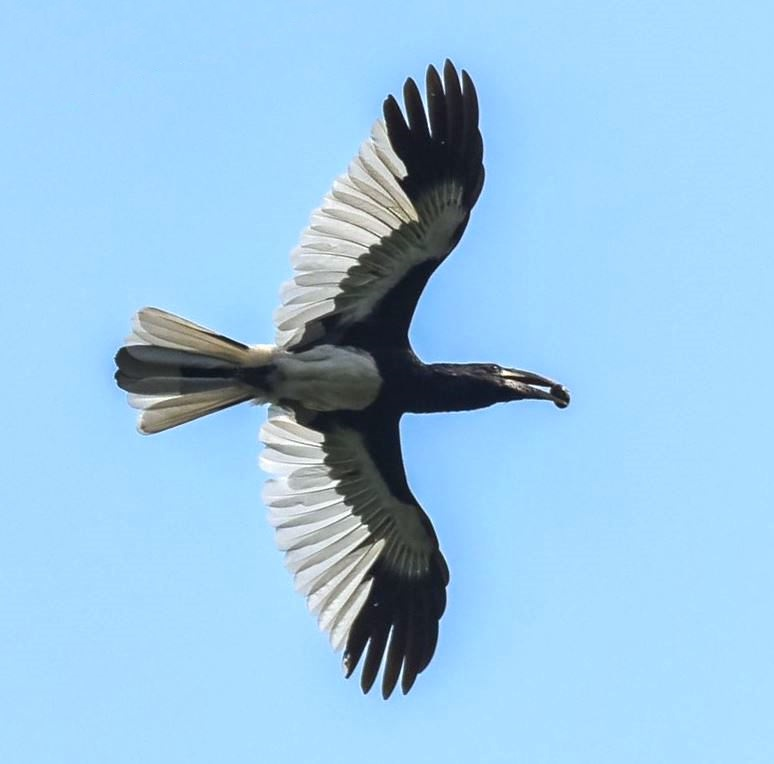
..en vol

Selon la classification de référence du Congrès ornithologique international (15.1, 2025) il se répartit en trois sous-espèces  :
- Bycanistes fistulator fistulator (Cassin, 1850 — de la Sénégambie à l'ouest du Nigeria ;
- Bycanistes fistulator sharpii (Elliot, 1873 — du sud-est du Nigeria au nord de l'Angola ;
- Bycanistes fistulator duboisi W.L. Sclater, 1922 — de la république centrafricaine au centre/est de la RDC et l'ouest de l'Ouganda.